# Daniel Severin Scultetus
Daniel Severin Scultetus (eigentlich Schultze, auch Schultetus genannt, * 1645 in Hamburg; † 29. Dezember 1712) war ein Theologe aus Hamburg.
Sein Vater war Joachim Schultze (geboren in Treptow in Pommern, seit 1644 Prediger zu St. Jacobi in Hamburg, † 27. August 1682). Dieser hatte – abgesehen von Daniel Severin – noch zwei weitere Söhne: den Juristen Barthold Hieronymus Schultze (Bürgermeister in Tondern, als solcher † 1708) und den Mediziner Georg Diedrich Schultze († 1722 in Hamburg).
Daniel Severin Schultze besuchte das Johanneum und das Gymnasium in Hamburg und studierte dann in Wittenberg, Leipzig, Jena, Gießen und Straßburg Theologie. Am 11. Februar 1668 wurde er in Jena Magister der Philosophie. Nachdem er in Hamburg das Kandidatenexamen abgelegt hatte, studierte er privat weiter. Ein Amt hat er nicht erhalten und wahrscheinlich auch nicht begehrt. Seine zahlreichen Schriften, meist polemischer Art, zeugen von ungewöhnlicher Gelehrsamkeit und Besonnenheit. Er bemühte sich, auch innerhalb der lutherischen Kirche beiden Parteien, den Orthodoxen und den Pietisten, gerecht zu werden, und es ist ihm wenigstens gelungen, dass sowohl Philipp Jacob Spener als Johann Friedrich Mayer ihn wegen seiner Verdienste hochschätzten, wie er denn überhaupt bei den Zeitgenossen sich eines großen Ansehens erfreute. In die Streitigkeiten um Johann Heinrich Horb griff er mit zwei anonymen Schriften ein, die sich unter den ungezählten Streitschriften in dieser Angelegenheit durch Klarheit und Mäßigung vorteilhaft auszeichneten.